# Willibald Jerie
Willibald Jerie starší (14. prosince 1819 Mrklov – 24. dubna 1895 Vrchlabí) byl český podnikatel a politik německé národnosti, majitel textilních továren na Vrchlabsku, v 60. letech 19. století poslanec Českého zemského sněmu.

## Biografie
Profesí byl podnikatelem v textilním průmyslu. V roce 1850 založil spolu s Franzem Ritschelem z Vrchlabí a Josefem Stoczkem z Prahy společnou přádelnu lnu a do roku 1855 tuto firmu řídil. Pak svůj podíl odprodal. Následně si pronajal barvírnu lnu v Liščím Kopci (Fuchsberg) u Vrchlabí a v listopadu 1855 do továrny instaloval spřádací stroje s 1800 vřeteny. Mezitím také přikoupil papírnu Gabriela Ettela umístěnou ve Vrchlabí na řece Labe, stávající objekty nechal z větší části zbořit a v lednu 1857 zde otevřel velkou přádelnu, do které převezl strojové vybavení ze závodu v Liščím Kopci. V roce 1856 prodal přádelnu vlny v Dolním Vrchlabí (Niederhohenelbe), kterou sám založil, Wenzelovi Ettelovi. Jerie podnik postupně opakovaně rozšiřoval a v době jeho smrti byl s 12 000 vřeteny jedním z největších svého druhu v Rakousku.
Jerie vlastnil zámeček s parkem v Nádražní ulici, kde sídlí Galerie Morzin. Finančně podporoval stavby kapliček v blízkosti svého rodiště, například daroval 100 zlatých na stavbu kaple Panny Marie Lurdské v Horních Štěpanicích či kaple svatého Wilibalda v Mrklově. V roce 1889 sepsal závěť, v které odkázal 5000 zlatých na fond na podporu chudých studentů z Vrchlabí.
Po obnovení ústavního života počátkem 60. let 19. století se zapojil i do zemské politiky. V zemských volbách v Čechách v roce 1861 byl zvolen v městské kurii (obvod Vrchlabí – Lánov – Hostinné) do Českého zemského sněmu.
Roku 1866 se mu dostalo od císaře za loajálnost a činy během okupace Pruskem výrazu Nejvyšší spokojenosti.
V osobním životě ho pronásledovaly tragédie. V roce 1846 se oženil s Elisabeth Jerie, rozenou Machitko. Ta ovšem zemřela ve věku 57 let roku 1883. Předčasně zemřel i jeho syn, který se utopil v Labi. Jediná dcera zemřela na tuberkulózu. Poslední syn Karl Jerie, který se angažoval v německém veřejném životě ve východních Čechách a byl prezidentem trutnovské textilní burzy, zemřel ve věku 43 let roku 1892. Karl po sobě zanechal čtyři děti, včetně Willibalda Jerieho mladšího, který žil v letech 1877–1926 a jako dědic podniku se rovněž angažoval v textilním průmyslu a místním společenském životě. Ten se také stal jedním z prvních majitelů automobilu ve Vrchlabí.

## Jerieho hrobka
Novogotická hrobka rodiny Jeriových se nachází na městském hřbitově ve Vrchlabí.
Jerieho hrobka po mnoho let sloužila jako provizorní úložiště ostatků majitelů vrchlabského panství rodu Czernin-Morzin. Ostatky byly v roce 2017 přesunuty do rodinné hrobky nad zámeckým parkem. Památkové ochrany se hrobce dostalo v roce 2010.

## Fotogalerie

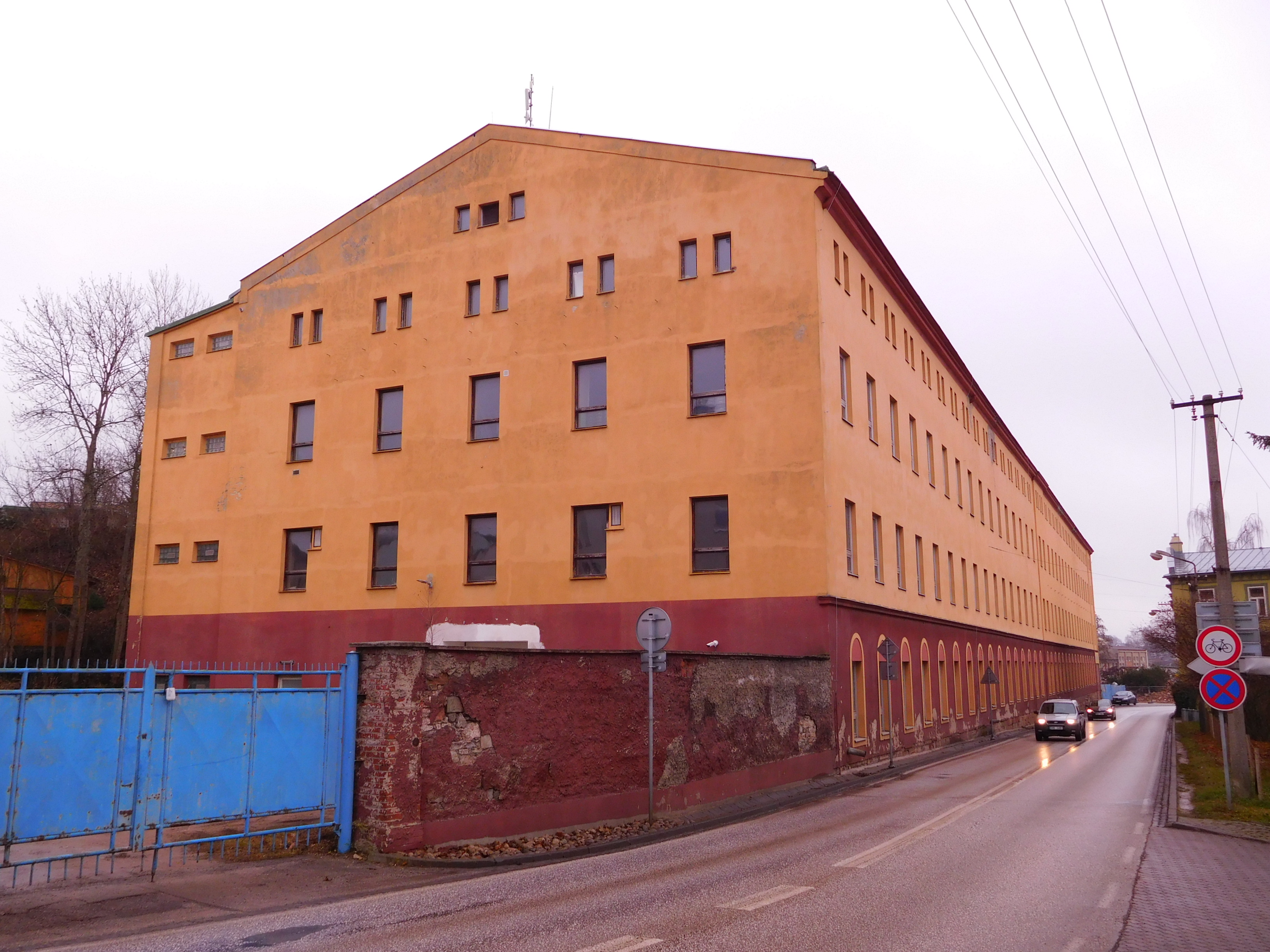
Továrna v Nádražní ulici, Vrchlabí
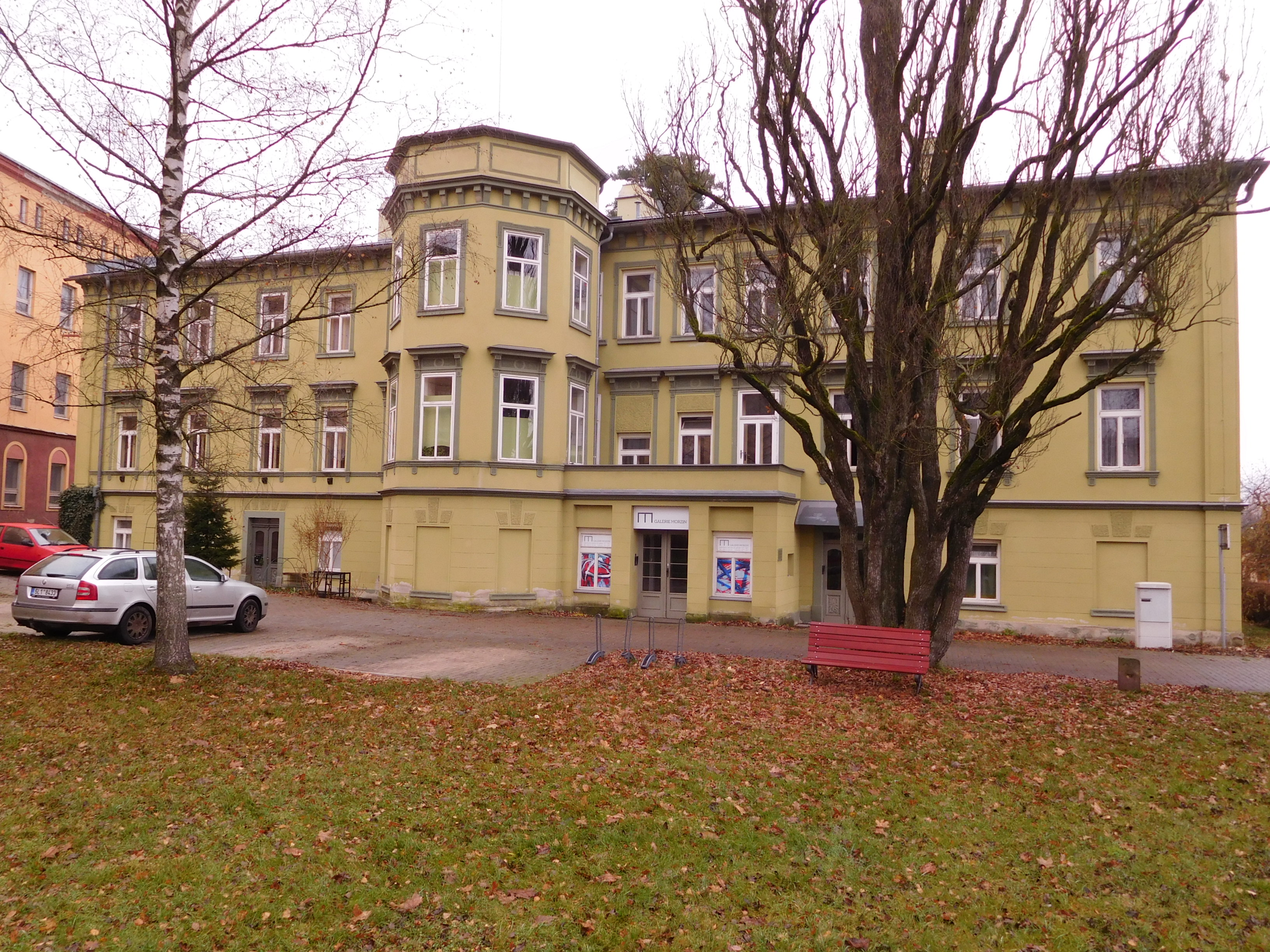
Zámeček v Nádražní ulici, Vrchlabí
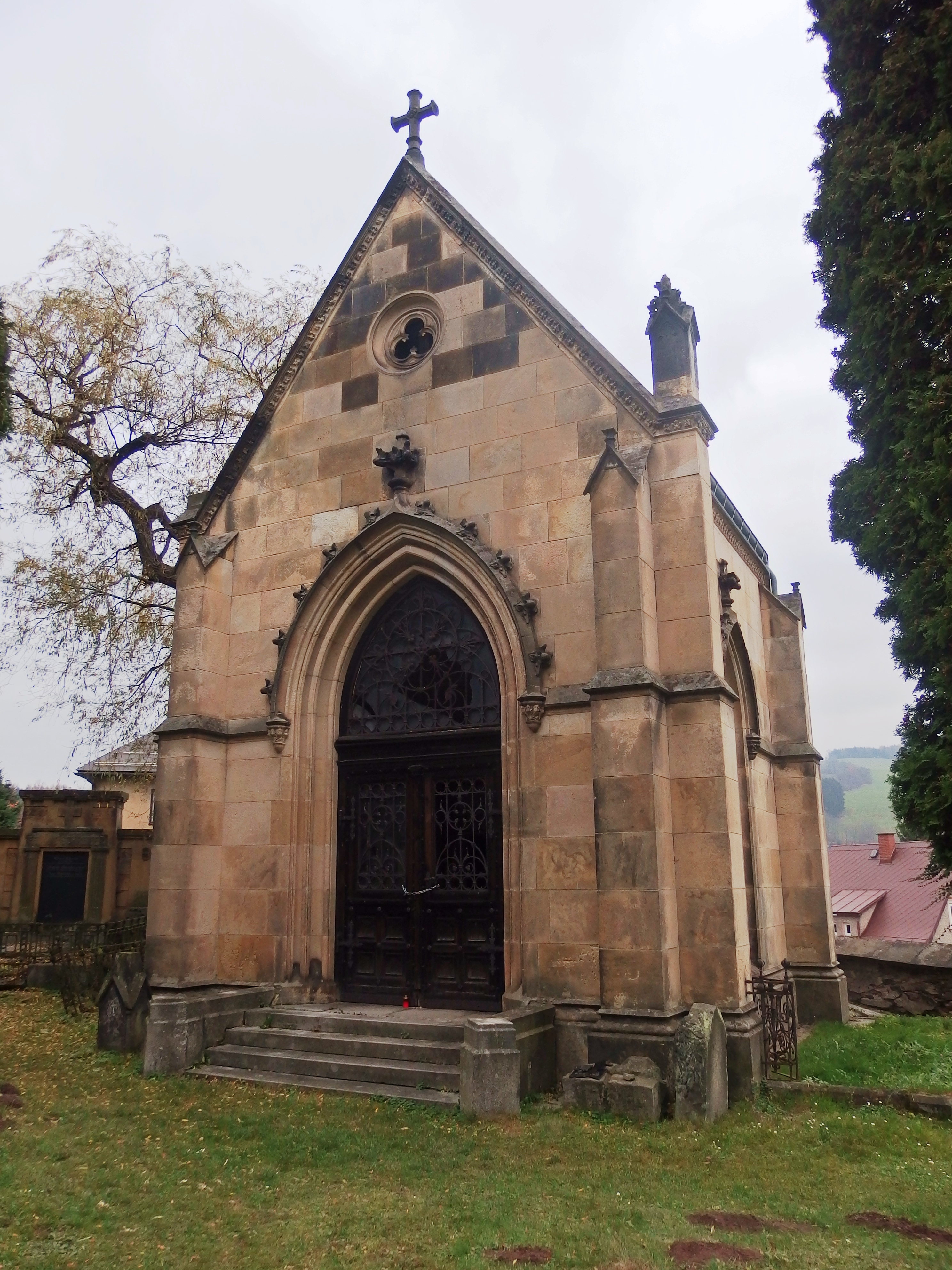
Jerieho hrobka na hřbitově ve Vrchlabí